# 세르게이 옐리세예프 (제독)
세르게이 스타니슬라보비치 옐리세예프(러시아어: Сергей Станиславович Елисеев, 우크라이나어: Сергій Станіславович Єлісєєв; 1961년 10월 24일 출생)는 부제독으로, 2014년 러시아의 크림반도 합병 시기에 탈영하여 러시아로 망명한 전 우크라이나 해군의 제1부사령관이자 사령관 대리이다.

## 초기 경력
그는 1983년 칼리닌그라드의 소련 해군 학교를 졸업했으며, 이전에 소련 해군의 러시아 태평양 함대에서 복무했다.

## 우크라이나 경력
1993년, 옐리세예프는 신설된 우크라이나 해군에 합류했으며 1999년부터 2001년까지 로푸차급 상륙함 U402 코스탼틴 올샨스키의 지휘관을 맡았다.
2004년에 그는 우크라이나 국방 아카데미를 졸업했다.
2010년에는 우크라이나 해군 제1부사령관으로 임명되었고, 이후 부제독으로 진급했다.

## 러시아로의 망명
2014년 2월 19일부터 3월 1일까지 옐리세예프는 제1부사령관으로서 우크라이나 해군 사령관 대리를 맡았다. 2014년 3월, 그는 크림반도 합병 이후 우크라이나군의 군사 서약을 위반하고 또 다른 고위 장교이자 우크라이나 해군 사령관으로 임명된 데니스 베레좁스키와 함께 러시아 편을 들었다.
2014년 8월, 우크라이나 군 검찰청은 옐리세예프를 반역죄와 탈영 혐의로 기소했다.

## 러시아 해군 경력
2014년 7월부터 그는 러시아 해군의 발트 함대 부사령관으로 재직하며 러시아 해군에서 부제독 직위를 유지하고 있다.
옐리세예프는 2016년 6월 당시 발트 함대 사령관 빅토르 크라브추크 부제독이 해임되고 이후 규칙 및 규정 미준수로 인해 더 많은 장교들이 함대 사령부에서 해임된 후에도 직책을 유지한 발트 함대 지휘부의 유일한 고위 장교였다.

## 같이 보기
- 데니스 베레좁스키